# كأس تونس للكرة الطائرة للرجال 1991–92
كأس تونس للكرة الطائرة للرجال 1991-1992 هو الموسم رقم 36 من كأس تونس للكرة الطائرة للرجال.

فاز بهذا الموسم النادي الأفريقي.

## روابط خارجية
- الموقع الرسمي للجامعة التونسية للكرة الطائرة.